# Det evigt kvinnliga
Det evigt kvinnliga (engelska: The Feminine Touch) är en amerikansk långfilm från 1941 i regi av W.S. Van Dyke, med Rosalind Russell, Don Ameche, Kay Francis och Van Heflin i rollerna.

## Handling
Professor John Hathaway (Don Ameche) tröttnar på att undervisa college där han tvingas lära dumma sportfånar allt om psykologi. Istället tar han med sig sin fru Julie (Rosalind Russell) till New York för att få sin bok publicerad. Boken handlar om svartsjuka mellan människor och förläggaren Elliott Morgan (Van Heflin) och hans assistent Nellie Woods (Kay Francis) blir direkt intresserade. Fröken Woods och professor Hathaway arbetar långa timmar med att få i ordning boken, något som gör Julie svartsjuk. När Elliot börjar göra närmanden mot Julie verkar John däremot bara strunta i det. Julie blir riktigt sur, för en gångs skull önskar hon att John själv skulle bli svartsjuk och visa lite passion.

## Rollista
| Rosalind Russell | – Julie Hathaway                    |
| Don Ameche       | – professor John Hathaway           |
| Kay Francis      | – Nellie Woods                      |
| Van Heflin       | – Elliott Morgan, förläggare        |
| Donald Meek      | – Makepeace Liveright               |
| Gordon Jones     | – Rubber-Legs Ryan                  |
| Henry Daniell    | – Shelley Mason, Kritiker           |
| Sidney Blackmer  | – Freddie Bond, Elliots advokat     |
| Grant Mitchell   | – dekanus Hutchinson, Digby College |
| David Clyde      | – Brighton, Elliots butler          |

## Bilder

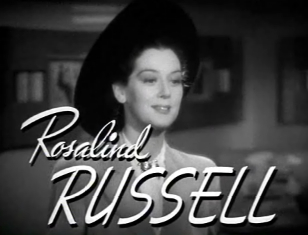
Rosalind Russell
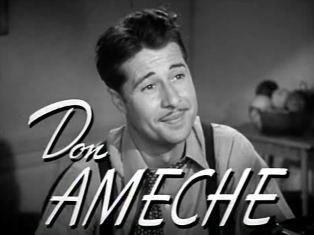
Don Ameche
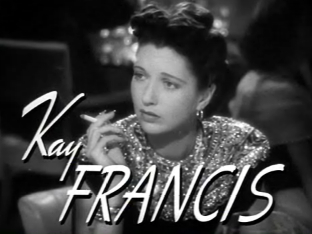
Kay Francis
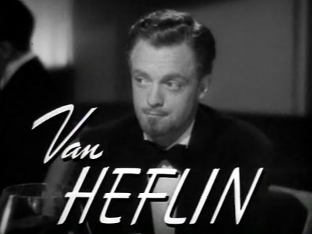
Van Heflin

## Produktion
Filmen spelades in på MGMs studio i Culver City och vid Lake Arrowhead i San Bernardino National Forest. 
Tidiga titlar på filmen var Female of the Species, Heartburn och All Woman. Rollen som Elliott Morgan var först tänkt för John Carroll, men den spelades i slutprodukten av Van Heflin.